# Kiss Alive/35 World Tour
Kiss Alive/35 World Tour 2008-2009 är en turné med Kiss, avsedd att fira 35 år som band. Turnén pågick från 16 mars 2008 - 15 december 2009. Kiss bildades officiellt den 3 januari 1973.
På första delen av denna turné besökte man Australien, Nya Zeeland, Europa och USA. En konsert i Sverige hölls den 30 maj i Stockholm. Kiss har på denna turné sina Destroyer-kostymer som användes 1976-1977 och 1998-2001. Tommy Thayer fick för första gången sjunga på en turné och han framför låten "Shock Me", skriven av den tidigare medlemmen Ace Frehley. På Europaturnén spelade man nästan hela Alive! sedan tog man en kort paus, och sedan spelade man några låtar till. Under turnén i Europa spelar man för över en halv miljon människor, det är deras största och mest framgångsrika turné genom Europa någonsin.
Företaget Concert live spelade in 14 konserter under denna turné, bland annat Stockholmsspelningen och spelningarna i Finland, Norge och Danmark. När konserten var slut kunde man hämta ut cd:n när man gick från konserten.
I början av 2009 kom nyheten om att man ska fortsätta turnén under våren, bland annat ska man spela i Sydamerika och Kanada. Det är samma setlista som i Europa/USA, fast man har lagt till låten Watchin' You som togs bort i början av Europaturnén. 
Hösten 2009 påbörjades Nordamerika delen. Första konserten var i Cobo Arena i Detroit innan den rivs. Där man även spelade in stora delar av Alive! 1975. Så självklart fortsatte man att spela Alive setlistan även här innan man ändrade om lite i den och det var just i Detroit som låten ¨Modern Day Delilah¨ från kiss nya album Sonic Boom spelades live för första gången. Kiss har även här anlitat företaget Concert live som spelar in alla konserter under hösten/vintern. Andra låten från nya plattan spelades första gången i Atlanta och det var låten Say Yeah.
När turnén slutade 13 december 2009 hade över 1,5 miljoner människor sett Alive 35 turnén.

## Spellista 2008 (Australien)
1. Deuce
2. Shout It Out Loud
3. C'mon and Love Me
4. Lick It Up
5. I Love It Loud
6. Calling Dr. Love
7. Shock Me
8. Let Me Go Rock n Roll
9. Firehouse
10. 100,000 Years
11. God of Thunder
12. Black Diamond
13. Love Gun
14. Detroit Rock City
15. Shandi
16. I Was Made For Lovin' You
17. Rock and Roll All Nite

## Spellista 2008-2009 (Europa/USA/Sydamerika/Kanada)

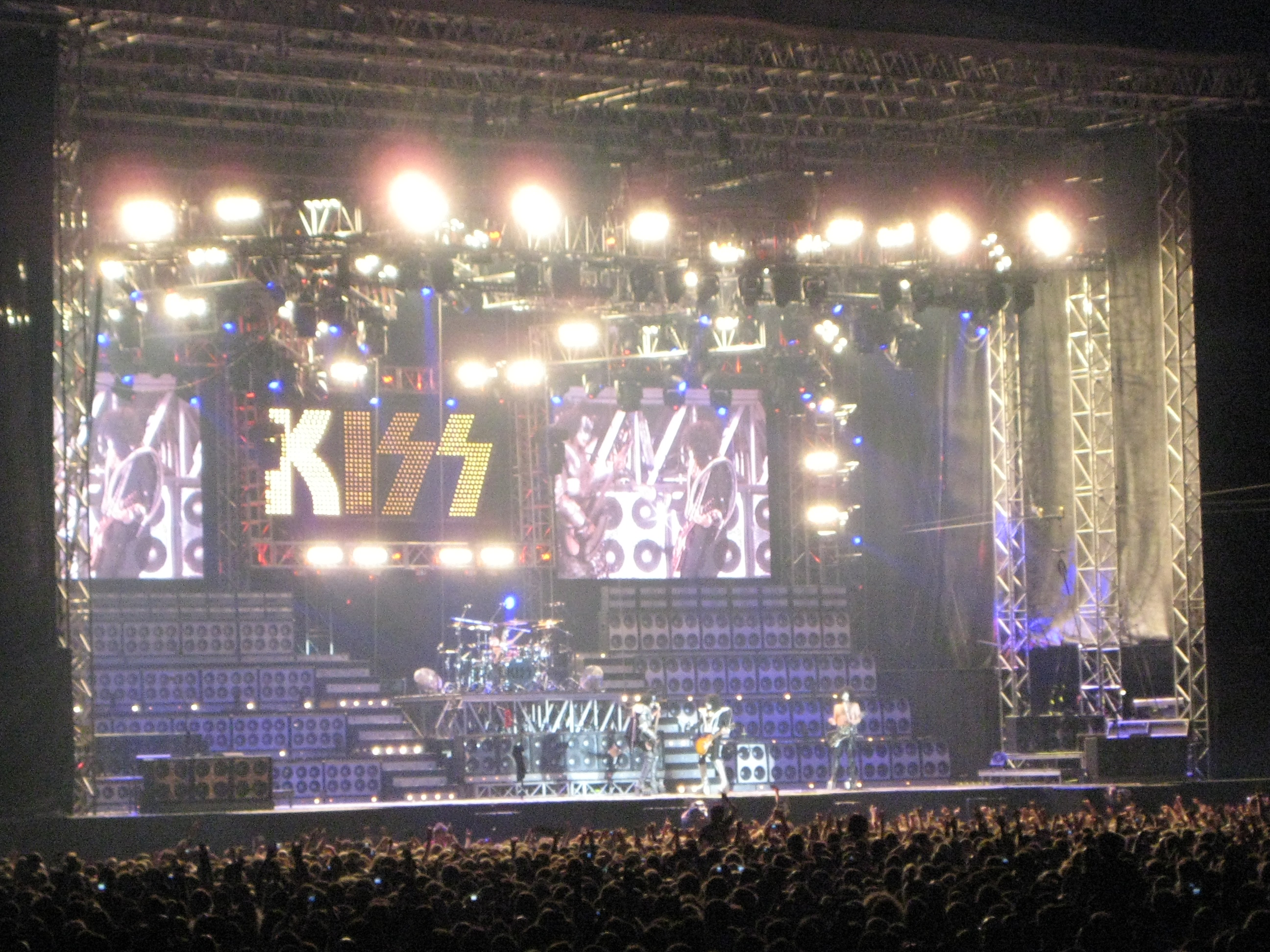
KISS på Stadion 30 maj 2008

1. Deuce
2. Strutter
3. Got To Choose
4. Hotter Than Hell
5. Nothin' To Lose
6. C’mon and Love Me
7. Parasite
8. She
9. 100,000 Years
10. Cold Gin
11. Let Me Go, Rock and Roll
12. Black Diamond
13. Rock and Roll All Night
14. Shout It Out Loud
15. Lick It Up
16. I Love It Loud
17. I Was Made For Lovin’ You
18. Love Gun
19. Detroit Rock City

## Spellista 2009Alive 35/Sonic Boom(USA)
1. Deuce
2. Strutter
3. Let Me Go, Rock and Roll
4. Hotter Than Hell
5. Shock Me
6. Calling Dr. Love
7. Modern Day Delilah
8. Cold Gin
9. Parasite
10. Say Yeah
11. 100,000 Years
12. I Love It Loud
13. Black Diamond
14. Rock and Roll All Night
15. Shout It Out Loud
16. Lick It Up
17. Love Gun
18. Detroit Rock City